# 1885 en philosophie
Chronologie de la philosophie
- 1881
- 1882
- 1883
- 1884
- 1885
- 1886
- 1887
- 1888
- 1889

L’année 1885 a été marquée, en philosophie, par les événements suivants :

## Publications
- Publication à titre posthume de la deuxième partie du Capital, rédigé par Friedrich Engels à partir des brouillons de Karl Marx.
- Suite de la publication de la première édition d’Ainsi parlait Zarathoustra (Also sprach Zarathustra), de Friedrich Nietzsche.

## Naissances
- 13 avril : Georg Lukács, philosophe hongrois, mort en 1971.
- 8 juillet : Ernst Bloch, philosophe allemand, mort en 1977.